# Dicladiella macroblasta
Dicladiella macroblasta là một loài Rêu trong họ Meteoriaceae. Loài này được (Broth.) W.R. Buck miêu tả khoa học đầu tiên năm 1994.